# Liste der Bischöfe von Arezzo
Die folgenden Personen waren Bischöfe von Arezzo (Italien):
- Heiliger Satiro 336/340?–353?
- Heiliger Donatus 346/352?–362?
- Gelasio 366?–371?
- Domiziano 371 erwähnt
- Severin 372 erwähnt
- Fiorenzo 375 erwähnt
- Massimiano 377– ?
- Eusebius 380
- Heiliger Gaudenzio 381–382
- Decenzio 382–422
- Lorenzo I. 422– ?
- Gallo 447 erwähnt
- Benedikt 501 circa erwähnt
- Olibrio 520 erwähnt
- Vindiciano 545–560?
- Cassiano 560–575?
- Dativo 575–590?
- Dulcizio 590–598?
- Innozenz 599 erwähnt
- Lorenzo II. 600 erwähnt
- Maiuriano 617 circa erwähnt
- Servando 630 circa erwähnt
- Cipriano 654 circa erwähnt
- Bonomo 658 circa erwähnt
- Vitaliano 676 circa erwähnt
- Cipriano II. 680 circa erwähnt
- Alipario 685 erwähnt
- Deodato 707 circa erwähnt
- Aliseo 713 circa erwähnt
- Luperziano 715 circa erwähnt
- Stabile 741–752
- Cunemondo 752 erwähnt
- Elveto 775 erwähnt
- Lamberto oder Ariberto um 795 – nach 826
- Peter I. vor 828 – nach 845
- Peter II. um 850 – nach 867
- Johann I. nach 872 – nach 898
- Peter III. 900 – nach 916
- Teodosio 922 erwähnt
- Biagio ? 930 circa erwähnt
- Ugo 952 erwähnt
- Guglielmo 955 erwähnt
- Everardo 960 – nach 967
- Alperto 972 erwähnt
- Elemperto 986–1010
- Guglielmo 1010–1013?
- Adalbert oder Albert 1014–1023
- Teodaldo 1023–1036
- Immo 1036–1051
- Arnaldo 1051–1062
- Costantino 1062–1096
- Siegfried 1097–1104?
- Gregor I. 1105–1114
- Guido Boccatorta 1114–1129
- Buiano 1129–1136
- Mauro 1136–1142
- Girolamo 1142–1175
- Eliotto 1176–1186
- Gualando 1186–1187
- Amedeo 1188–1203
- Gregor II. 1203–1212
- Martin 1213–1235
- Marcellino 1236–1248
- Guglielmino degli Ubertini 1248–1289
- Ildebrandino Guidi 1289–1312
- Guido Tarlati 1312–1327
- Boso degli Ubertini 1326–1365
- Jacopo de’ Militi 1365–1371
- Giovanni II. Albergotti 1371–1375
- Giovanni III. Albergotti 1375–1390
- Kardinal Antonio Archeoni 1390–1391
- Angelo Ricasoli 1391–1403
- Pietro Ricci 1404–1411
- Cappone Capponi 1411–1413
- Francesco da Montepulciano 1413–1433
- Roberto degli Asini 1433–1456
- Filippo de’ Medici 1456–1461
- Lorenzo degli Acciaiuoli 1461–1473
- Gentile de’ Becchi 1473–1497
- Cosimo dei Pazzi 1497–1508
- Kardinal Raffaele Riario Sansoni 1508–1511 (Administrator)
- Girolamo Sansoni 1511–1518
- Francesco Armellini 1518–1522
- Ottaviano Sforza 1522–1525
- Francesco Minerbetti 1525–1537
- Bernardetto Minerbetti 1537–1574
- Kardinal Stefano Bonucci OSM 1574–1589
- Pietro Usimbardi 1589–1611
- Antonio de’ Ricci 1611–1637
- Tommaso Salviati 1638–1671
- Kardinal Neri Corsini 1672–1677
- Alessandro Strozzi 1677–1682
- Giuseppe Ottavio Attavanti 1683–1691
- Giovan Matteo Marchetti 1691–1704
- Benedetto Falconcini 1704–1724
- Kardinal Giovanni Antonio Guadagni OCD 1724–1732
- Francesco Guidi 1733–1734
- Carlo Filippo Incontri 1734–1753
- Jacopo Gaetano Inghirami 1755–1772
- Angiolo Franceschi 1775–1778
- Niccolò Marcacci 1778–1799
- Agostino Albergotti 1802–1825
- Sebastiano Maggi 1827–1839
- Attilio Fiascaini 1843–1860
- Giuseppe Giusti 1867–1891
- Donnino Donnini 1894–1904
- Giovanni Volpi 1904–1919
- Emanuele Mignone 1920–1961
- Telesforo Giovanni Cioli OCarm 1961–1983
- Giovanni D’Ascenzi 1983–1996
- 1986 wird das Bistum Arezzo mit Cortona und Sansepolcro vereint zum Bistum Arezzo-Cortona-Sansepolcro
- Flavio Roberto Carraro OFMCap 1996–1998 (dann Bischof von Verona)
- Gualtiero Bassetti 1998–2009 (dann Erzbischof von Perugia-Città della Pieve)
- Riccardo Fontana 2009–2022
- Andrea Migliavacca seit 2022